# Biegi narciarskie na Mistrzostwach Świata w Narciarstwie Klasycznym 2013 – sprint drużynowy mężczyzn
Sprint drużynowy mężczyzn techniką dowolną był jedną z konkurencji XXXVI Mistrzostw Świata w Narciarstwie Klasycznym. Odbył się 24 lutego 2013. Tytułu sprzed dwóch lat nie obroniła reprezentacja Kanady, która tym razem zajęła czwarte miejsce. Nowymi mistrzami świata zostali Rosjanie: Aleksiej Pietuchow Nikita Kriukow, drugie miejsce zajęli Szwedzi: Marcus Hellner Emil Jönsson, a brązowy medal zdobyli reprezentanci Kazachstanu: Nikołaj Czebot´ko oraz Aleksiej Połtoranin.

## Rezultaty

### Półfinały
| Miejsce | Bieg | Numer | Państwo           | Zawodnicy                               | Czas     | Uwagi |
| ------- | ---- | ----- | ----------------- | --------------------------------------- | -------- | ----- |
| 1       | 1    | 1     | Szwecja           | Marcus Hellner Emil Jönsson             | 21:55,5  | Q     |
| 2       | 1    | 5     | Kazachstan        | Nikołaj Czebot´ko Aleksiej Połtoranin   | 21:55,5  | Q     |
| 3       | 1    | 4     | Włochy            | David Hofer Federico Pellegrino         | 21:56,6  | q     |
| 4       | 1    | 3     | Rosja             | Aleksiej Pietuchow Nikita Kriukow       | 21:58,0  | q     |
| 5       | 1    | 7     | Czechy            | Dušan Kožíšek Aleš Razým                | 21:59,4  | q     |
| 6       | 1    | 2     | Norwegia          | Pål Golberg Petter Northug              | 22:03,5  |       |
| 7       | 1    | 9     | Japonia           | Hiroyuki Miyazawa Yūichi Onda           | 22:03,5  |       |
| 8       | 1    | 6     | Szwajcaria        | Eligius Tambornino Jöri Kindschi        | 22:23,3  |       |
| 9       | 1    | 8     | Estonia           | Raido Ränkel Peeter Kümmel              | 22:30,4  |       |
| 10      | 1    | 10    | Ukraina           | Rusłan Perechoda Myrosław Biłosiuk      | 22:51,1  |       |
| 11      | 1    | 11    | Nowa Zelandia     | Andrew Pohl Nils Koons                  | 23:43,0  |       |
| 12      | 1    | 13    | Dania             | Lasse Mølgaard Lasse Hulgaard           | 23:47,2  |       |
| 13      | 1    | 12    | Australia         | Philip Bellingham Callum Watson         | 24:02,8  |       |
| 14      | 1    | 14    | Litwa             | Lukas Jakeliunas Karolis Zlatkauskas    | 24:06,8  |       |
|         | 1    | 15    | Łotwa             | Juris Damshkalns Rinalds Kostjukovs     | LAP      |       |
| 1       | 2    | 16    | Kanada            | Devon Kershaw Alex Harvey               | 21:50,4  | Q     |
| 2       | 2    | 20    | Białoruś          | Siarhiej Dalidowicz Michaił Siemionow   | 21:50,4  | Q     |
| 3       | 2    | 18    | Niemcy            | Tim Tscharnke Axel Teichmann            | 21:50,5  | q     |
| 4       | 2    | 17    | Francja           | Jean-Marc Gaillard Maurice Manificat    | 21:54,4  | q     |
| 5       | 2    | 22    | Austria           | Harald Wurm Bernhard Tritscher          | 22:02,6  | q     |
| 6       | 2    | 23    | Polska            | Maciej Kreczmer Maciej Staręga          | 22:08,8  |       |
| 7       | 2    | 21    | Stany Zjednoczone | Erik Bjornsen Andrew Newell             | 22:17,3  |       |
| 8       | 2    | 19    | Finlandia         | Anssi Pentsinen Matias Strandvall       | 22:32,2  |       |
| 9       | 2    | 25    | Rumunia           | Petrică Hogiu Paul Constantin Pepene    | 22:43,2  |       |
| 10      | 2    | 24    | Słowacja          | Martin Bajčičák Peter Mlynár            | 23:18,7  |       |
| 11      | 2    | 26    | Chiny             | Xu Wenlong Sun Qinghai                  | 24:16,27 |       |
| 12      | 2    | 27    | Słowenia          | Boštjan Klavžar Rok Tršan               | 24:25,57 |       |
|         | 2    | 28    | Wielka Brytania   | Alexander Standen Callum Smith          | LAP      |       |
|         | 2    | 29    | Islandia          | Sævar Birgisson Brynjar Leo Kristinsson | LAP      |       |
|         | 2    | 31    | Węgry             | Milán Szabó Balázs Gond                 | LAP      |       |
|         | 2    | 30    | Wenezuela         | César Baena Bernardo Baena              | DNS      |       |

### Finał
| Miejsce | Numer | Państwo    | Zawodnicy                             | Czas    | Strata |
| ------- | ----- | ---------- | ------------------------------------- | ------- | ------ |
| 01 !    | 3     | Rosja      | Aleksiej Pietuchow Nikita Kriukow     | 21:30,9 | —      |
| 02 !    | 1     | Szwecja    | Marcus Hellner Emil Jönsson           | 21:31,3 | +0,4   |
| 03 !    | 5     | Kazachstan | Nikołaj Czebot´ko Aleksiej Połtoranin | 21:31,6 | +0,7   |
| 4.      | 16    | Kanada     | Devon Kershaw Alex Harvey             | 21:31,6 | +0,7   |
| 5.      | 4     | Włochy     | David Hofer Federico Pellegrino       | 21:34,4 | +3,5   |
| 6.      | 17    | Francja    | Jean-Marc Gaillard Maurice Manificat  | 21:36,2 | +5,3   |
| 7.      | 22    | Austria    | Harald Wurm Bernhard Tritscher        | 21:39,2 | +8,3   |
| 8.      | 7     | Czechy     | Dušan Kožíšek Aleš Razým              | 21:39,3 | +8,4   |
| 9.      | 18    | Niemcy     | Tim Tscharnke Axel Teichmann          | 21:40,6 | +9,7   |
| 10.     | 20    | Białoruś   | Siarhiej Dalidowicz Michaił Siemionow | 21:42,4 | +11,5  |